# قطعنامه ۱۱۰۱ شورای امنیت
قطعنامه ۱۱۰۱ شورای امنیت سازمان ملل متحد که در تاریخ ۲۸ مارس ۱۹۹۷ تصویب شد، سندی بین‌المللی دربارهٔ بررسی وضعیت در آلبانی است. این قطعنامه طی نشست ۳۷۵۸ام با ۱۴ رای موافق، ۰ مخالف و ۱ ممتنع تصویب شد.